# KLCC水族館

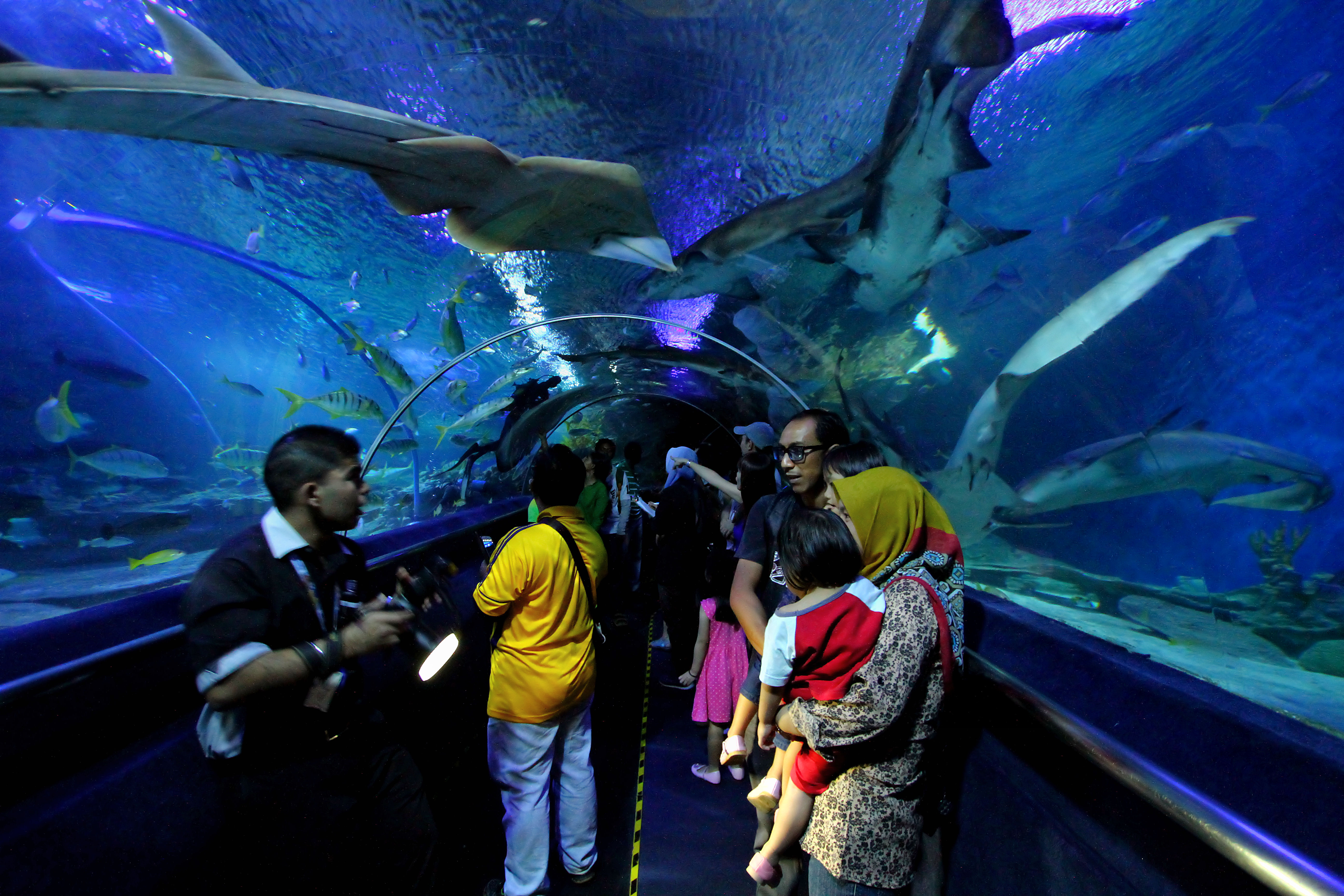
水族館内の水中トンネル

KLCC水族館（マレー語: Aquaria KLCC）は、マレーシアの首都クアラ・ルンプールの水族館である。

## 概要
KLCCとはKuala Lumpur City Centreの頭文字を取ったもので、その名の通りクアラ・ルンプール中心部に立地する。KLCC水族館は2003年に建設を開始し2005年に完成。2005年8月に開館した。2016年1月現在の営業時間は10時半から20時までで、入館が可能なのは19時までである。館内ではサメやウミガメなどが見られる。

## 交通
KLCC水族館の最寄り駅は距離の上ではKLモノレールのラジャ・チュラン駅（Raja Chulan）である。ただしKLCC駅からの距離も100m程度しか違わない。KLCC駅から徒歩の場合はペトロナスツインタワーを右手に見ながらKLCC公園を抜けるのが最短経路である。